# 渡辺奈緒美
渡辺 奈緒美（わたなべ なおみ、Naomi Watanabe1984年4月6日 - ）は、新潟県出身のタレント、モデル、ダンサー。
NAOMI名義での活動を行うこともある。

## 来歴
- 2002年「第11代ポートクイーン新潟」に歴代最年少で選ばれる。
- 2003年フジテレビ「ワールドカップバレー2003」の全日本チームを応援するスペシャル応援団『スーパーチアダンサーズ「SO-LE」』に在籍。
- 2005年に『チームジャビッツ21』（現・チームヴィーナス）に在籍。
- 2006SUPER GT TAKATAのレースクイーン。
- 2006Disney's 「フェアリーテイル・ウェディング」　でヒロイン役に選ばれる。
- 2007年の東京オートサロンイメージガール『A-class』のメンバーで、彼女はビジュアルチーム。
- 2007年、プロ野球・千葉ロッテマリーンズ内野手塀内久雄と結婚。同年12月9日に挙式披露宴を挙げた。
- 2008年4月1日、所属していたフェイスネットワークから芸能部が『プラチカ』へと分社化するに伴い、プラチカ所属となる。
  - 同年8月10日、A-Team Group,A-Lightに移籍したことを公式ブログで発表。
- 2011年 オーストラリア、シドニーにてブライダル学校卒業後、全米ブライダルプランナー資格試験に合格。

また、この他トータルブライダルプロデューサーとしても活動中。

## 人物
- 特技:乗馬、剣道で乗馬はライセンスを取得している。
- 趣味:音楽鑑賞、手作りアート、ネイル、旅行。
- DECOクレイクラフトやアートフラワーなどの作品は以前の公式サイトでも紹介されていた。

## 出演

### TV
- すぽると!（フジテレビ、2004年）
- ズームイン!!サタデー（日本テレビ、2005年）
- ものまねバトル（日本テレビ）※バックダンサー
- Sma STATION!! （テレビ朝日）
- おまたせラグ定食 （CX系）
- JAP STATE （MTV）
- 全力坂（テレビ朝日）
- 「1000人美少女」（Bee TV）
- 激走GT （テレビ東京）

### CM
- プラチーヌ化粧品
- 仙台銀行

新スーパーフリーローン篇
カードローンS篇 2009.2.20～
住宅ローン篇 2010.5.21～
- Nikon
- KDDI 中部テレコミュニケーション コミュファ光

## イベント その他
- Disney's 「フェアリーテイル・ウェディング」 オフィシャルDVD ヒロイン役
- JOYSOUND ミュージックビデオ
- フジテレビ　お台場冒険王
- ディズニーアンバサダーホテルX'masショー ダンサー
- 東京ディズニーリゾート×お台場冒険王浴衣ファッションショー
- 一日消防署長
- Natural 2009春夏モデル
- オーダーメイドジュエリー「MAGICAL CRYSTA」イメージモデル
- ファッションWebマガジン「U-side」にてFashion，Beautyモデル他

### 舞台
- Re-miniscence （吉祥寺シアター・2009年10月23日～25日）

演出 薬袋一久
脚本 山口信乃介

## DVD
- 「EVOLUTION」エイベックスよりリリース

## 写真集
- ギャルズ・パラダイス特別編集オートサロン2007イメージ・ガールA-classスペシャル（三栄書房）2007年1月12日発売

## 雑誌
- 「FLASH」EXCITING 光文社
- 「ゼクシィ」リクルート
- 「Stylish」家庭科カタログ
- 「MY BEST HAIR」宝島社
- 「はなよめ」 2009年4月号表紙 百日草